# Miloš Lopičić
Miloš Lopičić (in montenegrino Милош Лопичић; Cettigne, 13 settembre 1990) è un cestista montenegrino.

## Carriera
Con il Montenegro ha disputato i Giochi del Mediterraneo di Pescara 2009.

## Palmarès
- Campionato polacco: 1

Zielona Góra: 2012-13
- Campionato kosovaro: 1

Ylli: 2021-22